# Котляр Олена Семенівна
Оле́на Семе́нівна Котля́р (рос. Елена Семеновна Котляр; 15 лютого 1936, м. Москва, СРСР — 7 вересня 2021) — провідний радянський і російський африканіст, зокрема фахівець у галузі міфології, епосу та фольклору народів Африки; автор численних книжок і розвідок з проблематики, в тому числі монографічного плану, вказівника сюжетів африканського прозового фольклору. Доктор філологічних наук, головний науковий співробітник Відділу літератур країн Азії і Африки Інституту світової літератури імені О. М. Горького РАН (Москва).

## Біографія
Олена Семенівна Котляр народилась 15 лютого 1936 року в Москві.
У 1953—1960 роки О. С. Котляр навчалась на філологічному факультеті Московського державного університету ім. М. В. Ломоносова, у 1964—66 роках — в аспірантурі при Інституті Африки АН СРСР.
У 1966 році Олена Семенівна Котляр захистила кандидатську дисертацію «Міфологія народів банту (Східної Африки)» у Інституті східних мов при Московському державному університеті ім. М. В. Ломоносова (диплом виданий у 1967 році).
1988 року відбувся захист докторської дисертації О. С. Котляр «Епічні традиції у фольклорі народів Тропічної Африки» в Інституті світової літератури ім. О. М. Горького АН СРСР (диплом виданий 1989 року).
Від 1965 по 1970 О. С. Котляр на роботі в Інституті Африки АН СРСР.
Починаючи від 1970 року — працює в Інституті світової літератури ім. О. М. Горького РАН.
Із розпадом СРСР і опрацюванням нових методів наукової діяльності, О. С. Котляр неодноразово брала участь у наукових грантах, зокрема:
- Мифология и литературы Востока. РГНФ. № 95-06-31865 (1995);
- Эпос народов зарубежной Азии и Африки. РГНФ. № 93-06-11041. № 96-04-16082 (1996);
- Восточная демонология. От народных верований к литературе. РГНФ. № 96-04-06273 (1998);
- История романных форм в литературах Африки. РГНФ. № 96-04-06289 (1996—98);
- Фольклор и мифология Востока в сравнительно-типологическом освещении. (Дослідження здійснювалось за фінансової підтримки Інституту «Відкрите суспільство». Грант Н2С704 (1999);
- Африканская волшебная сказка. Сравнительно-типологическое исследование. РГНФ. № 01-04-16054. Як керівник (2002);
- Символика природных стихий в восточной словесности. РГНФ. № 01-04-00265а (2001—2003);
- Энциклопедический словарь «Современные литературы Африки 1900-2000». РГНФ № 01-04-00230а (2001—2003).

## Наукова діяльність
Головний предмет дослідження Олени Котляр — фольклор народів тропічної Африки, класифікація та характеристика фольклорних жанрів, питання генезису і динаміки, трансформації жанрових категорій, проблема взаємозв'язку усної та письмової традиції народів указаного регіону.
Головні роботи О. С. Котляр:
- Миф и сказка Африки. М., 1975
- Эпос народов Африки южнее Сахары. М., 1985
- Африканская волшебная сказка. Сравнительно-типологическое исследование. М., 2002
- Котляр О. С. Культурный герой в мифологии народов банту Восточной Африки // Народы Азии и Африки. М., № 1 за 1965 рік
- Котляр О. С. Мифы бантуязычных народов Тропической и Южной Африки // Советская этнография. М., № 3 за 1967 рік
- Передмова, упорядкування, примітки, типологічний аналіз сюжетів // Сказки народов Африки (серія: «Сказки и мифы народов Востока»). М., 1976
- Котляр О. С. Африканская сказка на сюжет о животной (чудесной) супруге // Фольклор и мифология Востока. М., 1999.

## Джерело
- Профайл О. С. Котляр на вебсторінці Інституту світової літератури ім. О. М. Горького РАН [Архівовано 15 червня 2008 у Wayback Machine.] (рос.)